# Паравати
Паравати је насеље у Италији у округу Вибо Валенција, региону Калабрија.
Према процени из 2011. у насељу је живело 2354 становника. Насеље се налази на надморској висини од 302 м.